# Microtatorchis
Microtatorchis es un género de orquídeas epifitas originarias de Assam hasta Taiwán. Comprende 53 especies descritas y de estas, solo 51 aceptadas. Se encuentra en Taiwán e islas del Océano Pacífico.

## Taxonomía
El género fue descrito por Rudolf Schlechter y publicado en Nachträge zur Flora der Deutschen Schutzgebiete in der Südsee 2: 224. 1905.

## Algunas especies aceptadas
A continuación se brinda un listado de las especies del género Microtatorchis aceptadas hasta marzo de 2013, ordenadas alfabéticamente. Para cada una se indica el nombre binomial seguido del autor, abreviado según las convenciones y usos.
- Microtatorchis acuminata Schltr.
- Microtatorchis alata Ridl.
- Microtatorchis aristata Garay
- Microtatorchis brachyceras Schltr.
- Microtatorchis bracteata Schltr.
- Microtatorchis bryoides Schltr.